# آور ایتاکا
آور ایتاکا (به انگلیسی: Ithaca Hours) یکای پول رایج در ایتاکا، نیویورک است. مسولیت کنترل این واحد پولی برعهدهٔ کمپانی ایتاکا هورس قرار دارد.